# Tessa Virtue
Tessa Virtue, née le 17 mai 1989 à London (Ontario), est une patineuse artistique et danseuse sur glace canadienne. Avec son partenaire Scott Moir, elle est double championne olympique 2010 et 2018, vice-championne olympique 2014, triple championne du monde (2010, 2012, 2017), triple championne des Quatre Continents (2008, 2012, 2017), vainqueur de la finale du Grand Prix ISU (2016-2017), championne du monde junior (2006) et octuple championne du Canada (2008–2010, 2012–2014, 2017-2018).
Virtue et Moir ont commencé à patiner ensemble en 1997. Après avoir remporté le titre de champions du Canada junior en 2004, ils deviennent champions du Canada en 2008 et remportent la médaille d’argent aux Championnats du monde 2008. En 2010, ils deviennent les premiers danseurs sur glace nord-américains à remporter une médaille d’or olympique, mettant fin à une domination européenne de 34 ans. Ils deviennent les premiers champions du monde junior de danse sur glace à gagner les Jeux olympiques, et les premiers à remporter l’or olympique à domicile. Ils sont aussi les premiers et seuls danseurs sur glace à remporter l’or olympique à leur première participation. Ils sont le plus jeune couple à remporter un titre olympique.
Virtue et Moir restent parmi les meilleurs couples de danse sur glace après leur premier succès olympique. Ils remportent la médaille d'or aux Championnats du monde 2010 et 2012, la médaille d'argent aux Mondiaux 2011 et 2012, et l'argent olympique en 2014. Après une pause de deux ans, ils effectuent leur retour sur le circuit et deviennent champions du monde en 2017 et champions olympiques en 2018.
Patinant ensemble depuis 20 ans, ils sont le couple de danse sur glace le plus durable de l’histoire du Canada. Virtue et Moir sont les détenteurs du record du monde pour la danse originale. Ils sont le couple de danse sur glace canadien le plus médaillé de tous les temps, et les patineurs artistiques les plus décorés aux Jeux olympiques de tous les temps. En 2018, le Time indique qu'ils sont devenus particulièrement aimés des anciens et nouveaux spectateurs, tant pour leurs performances passionnées que pour leur alchimie indéniable, sur et hors la glace.
Le 23 septembre 2019, Tessa et Scott annoncent leur retraite de la compétition.

## Biographie

### Vie privée
Tessa est née à London (Ontario). Elle est la cadette d'une famille de quatre enfants. Elle a une sœur, Jordan et deux frères, Casey et Kevin. Elle a fait sa scolarité à la Holy Names High School à Windsor, ainsi qu'une école d'électronique, l'AMEC, à Stratford. En 2003, elle s'installe à Canton dans le Michigan aux États-Unis pour s'entraîner. À la suite des Jeux olympiques de 2014, elle retourne à London.
Virtue a étudié la psychologie à l'Université de Windsor et termine actuellement son diplôme à l'Université de Western Ontario.
En 2016, elle déménage à Montréal, au Québec avec Scott Moir pour s’entraîner avec Marie-France Dubreuil et Patrice Lauzon, couple d’anciens patineurs artistiques. Ils auront les mêmes entraîneurs que leurs principaux rivaux, les patineurs français Gabriella Papadakis et Guillaume Cizeron. Virtue a obtenu sa maitrise en psychologie positive appliquée à l'Université de Pennsylvanie en 2023.

### Carrière sportive

#### Débuts

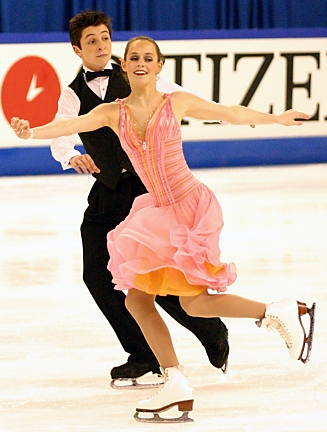
Virtue et Moir aux Championnats du monde junior 2005.

Virtue et Moir ont commencé à patiner ensemble en 1997, rapprochés par la tante de Scott. Au début de leur carrière, Virtue et Moir s’entraînaient à Kitchener, Ontario avec Paul MacIntosh et Suzanne Killing.
Lors de la saison 2001-2002, Virtue et Moir sont médaillés de bronze aux Championnats du Canada. La saison suivante, ils terminent septièmes aux Championnats du Canada junior.
En 2003, Virtue et Moir déménagent à Canton, dans le Michigan et commencent à travailler avec Igor Shpilband and Marina Zueva à l’Arctic Edge Ice Arena.

#### Saison 2003–04: débuts en Grand Prix Junior
Virtue/Moir font leurs débuts en Grand Prix junior en 2003–2004. Ils terminent quatrièmes de la compétition en Croatie et 6e en Slovaquie. Aux Championnats du Canada, ils remportent le titre junior et sont qualifiés pour faire partie de l’équipe canadienne aux Championnats du monde junior, où ils finissent onzièmes.

#### Saison 2004–05
La saison suivante, Virtue et Moir passent chez les seniors au niveau national mais restent juniors au niveau international. Lors du Grand Prix junior, ils l’emportent en Chine et sont médaillés d’argent en France. Ces résultats les qualifient pour la finale du Grand Prix junior, où ils sont également médaillés d’argent. Ils font leurs débuts chez les seniors au niveau national lors des Championnats du Canada, où ils finissent quatrièmes. Ils font partie de l’équipe canadienne aux Championnats du monde junior, où ils remportent la médaille d’argent.

#### Saison 2005–06: titre mondial junior et début international chez les seniors
Virtue/Moir restent chez les juniors au niveau international lors de la saison 2005-06. Ils remportent leurs deux épreuves du Grand Prix junior ainsi que la finale.
Aux Championnats du Canada, ils terminent troisièmes et sont les premiers remplaçants dans l’équipe olympique. Dans l’équipe canadienne lors des Championnats des quatre continents, ils remportent la médaille de bronze. Aux Championnats du monde junior, ils deviennent les premiers danseurs sur glace canadiens à remporter le titre.

#### Saison 2006–07: débuts en Grand Prix
Lors de la saison 2006–07, Virtue et Moir ne participent qu’aux compétitions de niveau senior. Ils font leurs débuts en Grand Prix au Skate Canada, où ils remportent la médaille d’argent. Ils terminent quatrièmes au Trophée Eric-Bompard.
Aux Championnats du Canada, Virtue et Moir remportent la médaille d’argent, et conservent leur médaille de bronze aux Championnats des quatre continents. Leurs débuts aux Championnats du monde est le meilleur résultat d’une équipe depuis deux décennies : ils terminent sixièmes.

#### Saison 2007–08: titre aux Quatre Continents
Virtue et Moir participent au Skate Canada et au Trophée NHK lors de la saison du Grand Prix 2007-08. Ils remportent le Skate Canada et terminent deuxièmes au Trophée NHK. Ces résultats les qualifient pour la finale du Grand Prix, où ils terminent à la quatrième place.
Virtue et Moir remportent leur premier titre national aux Championnats du Canada et font partie des favoris pour les Championnats des quatre continents et les Championnats du monde.
Ils remportent les Championnats des quatre continents. Aux Championnats du monde en Suède, Virtue et Moir remportent la médaille d’argent, remportant la danse libre avec leur programme sur la musique des Parapluies de Cherbourg.

#### Saison 2008–09
Lors de la saison 2008-09, Virtue et Moir déclarent forfait aux deux épreuves du Grand Prix à cause des soucis de santé de Virtue ; un syndrome des loges lui a été diagnostiqué et elle doit subir une opération en octobre 2008. Elle retourne sur la glace début décembre, probablement trop tôt selon elle avec le recul. Aux Championnats du Canada, ils remportent la médaille d’or.
Aux Championnats des quatre continents, Virtue et Moir remportent la médaille de bronze derrière les Américains Meryl Davis et Charlie White. Aux Championnats du monde, ils remportent la médaille de bronze, après s’être classés troisièmes sur la danse imposée et quatrièmes lors du programme libre.

#### Saison 2009–10: titre olympique et titre mondial

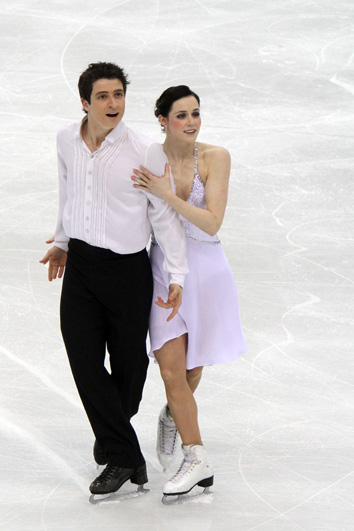
Virtue et Moir aux Championnats du monde 2010.

Virtue et Moir commencent leur saison olympique au Trophée Eric-Bompard, terminant premiers avec une avance de 16,07 points sur les médaillés d’argent, Nathalie Péchalat et Fabian Bourzat. Ils remportent aussi le Skate Canada avec un score global de 204,38 points, de nouveau devant Péchalat et Bourzat. Ils terminent deuxièmes à la finale du Grand Prix derrière Davis et White.
En janvier 2010, Virtue et Moir remportent leur troisième titre national consécutif aux Championnats du Canada, terminant premiers sur les trois danses de la compétition et obtenant un total de 221,95 points, 37,25 points devant les médaillés d’argent Vanessa Crone et Paul Poirier. Ils battent le record national sur la danse libre et pour le score global.
Virtue et Moir participent aux Jeux olympiques 2010 du 19 au 22 février. Ils sont classés deuxièmes lors de la danse imposée en obtenant leur meilleur score personnel avec 42,74 points, à 1,02 point des premiers. Sur la danse originale, ils reçoivent 68,41 points, terminant premiers de l’épreuve. Ils obtiennent 110,42 points lors de la danse libre, remportant la médaille d’or avec un score global 221,57, 5,83 points devant les médaillés d’argent Davis et White. Les quatre deviennent les premiers danseurs sur glace canadiens et nord-américains à remporter l’or olympique. Virtue et Moir sont aussi la plus jeune équipe de patinage artistique à remporter les Jeux, et la première équipe de danse sur glace à gagner les Jeux olympiques à domicile. Ils sont aussi les premiers danseurs sur glace à remporter les Jeux olympiques dès leur première participation depuis la première édition en 1976.
Virtue et Moir participent aux Championnats du monde, terminant premiers de la danse imposée avec 44,13 points en améliorant leur record personnel. Ils remportent aussi la danse originale avec 70,27 points, record du monde battu. Ils terminent deuxièmes de la danse libre avec 110,03 points, 0,46 point derrière Davis et White. Néanmoins, ils remportent leur premier titre mondial avec 224,43 points, 1,40 point devant les Américains.

#### Saison 2010–11

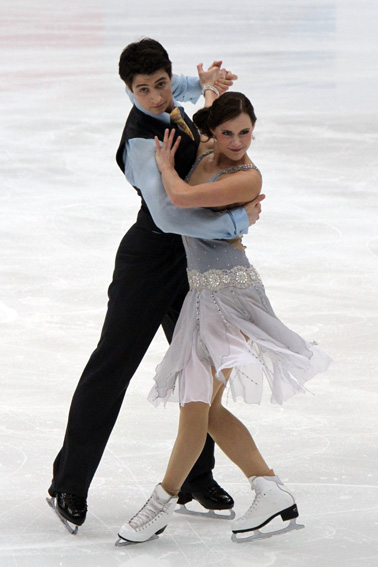
Virtue et Moir au Championnat des quatre continents 2011

Lors de la saison 2010-11 du Grand Prix, Virtue et Moir sont annoncés au Skate Canada et au Trophée Eric-Bompard. À cause de son syndrome des loges persistant, Virtue doit subir une nouvelle opération en octobre 2010, amenant à leur forfait pour les deux épreuves. Ils sont aussi forfait aux Championnats du Canada, manquant de temps pour s’entraîner après l’opération.
Virtue et Moir commencent leur saison aux Championnats des quatre continents. En tête après le programme court, ils doivent abandonner durant la danse libre après que Virtue a ressenti une douleur au quadriceps gauche. Ils modifient le porter afin de régler le problème. Aux Championnats du monde, ils terminent deuxièmes, 3,48 points derrière l’équipe américaine de Meryl Davis et Charlie White.

#### Saison 2011–12: deuxièmes titres aux Quatre Continents et aux Championnats du monde
Virtue et Moir sont prévus sur deux épreuves du Grand Prix, le Skate Canada et le Trophée Eric-Bompard, déclinant la possibilité nouvelle introduite d’en disputer un troisième. Ils annoncent leur choix de musique en août. Ils remportent leur première compétition de la saison, le Trophée de Finlande. Ils remportent leurs deux épreuves du Grand Prix et se qualifient pour la finale du Grand Prix, où ils obtiennent la médaille d’argent. Moir exprime sa déception vis-à-vis du score sur la danse libre, qu’ils auraient dû remporter selon lui. Fin décembre 2011, l’ISU reconnaît une erreur de notation lors de la danse libre ; si les scores avaient été calculés correctement (+ 0,5 point), Virtue et Moir auraient terminés premiers de la danse libre. Les scores de la finale du Grand Prix sont néanmoins laissés en l’état.
Virtue et Moir remportent leurs quatrièmes Championnats du Canada en janvier 2012. En février, ils disputent les Championnats des quatre continents. Après une deuxième place sur le programme court, ils dominent la danse libre pour remporter leurs deuxièmes Championnats des quatre continents, le premier depuis 2008. C’est aussi leur première victoire sur leurs partenaires d’entraînement Davis et White depuis les Championnats du monde 2010. Virtue et Moir disputent ensuite les Championnats du monde et remportent la médaille d’or en finissant premiers des deux programmes devant les médaillés d’argent Davis et White.
À la suite du licenciement d’Igor Shpilband de l’Arctic Edge Arena en juin 2012, Virtue et Moir décident de rester avec Marina Zoueva et mettent fin à leur collaboration avec Shpilband.

#### Saison 2012–13

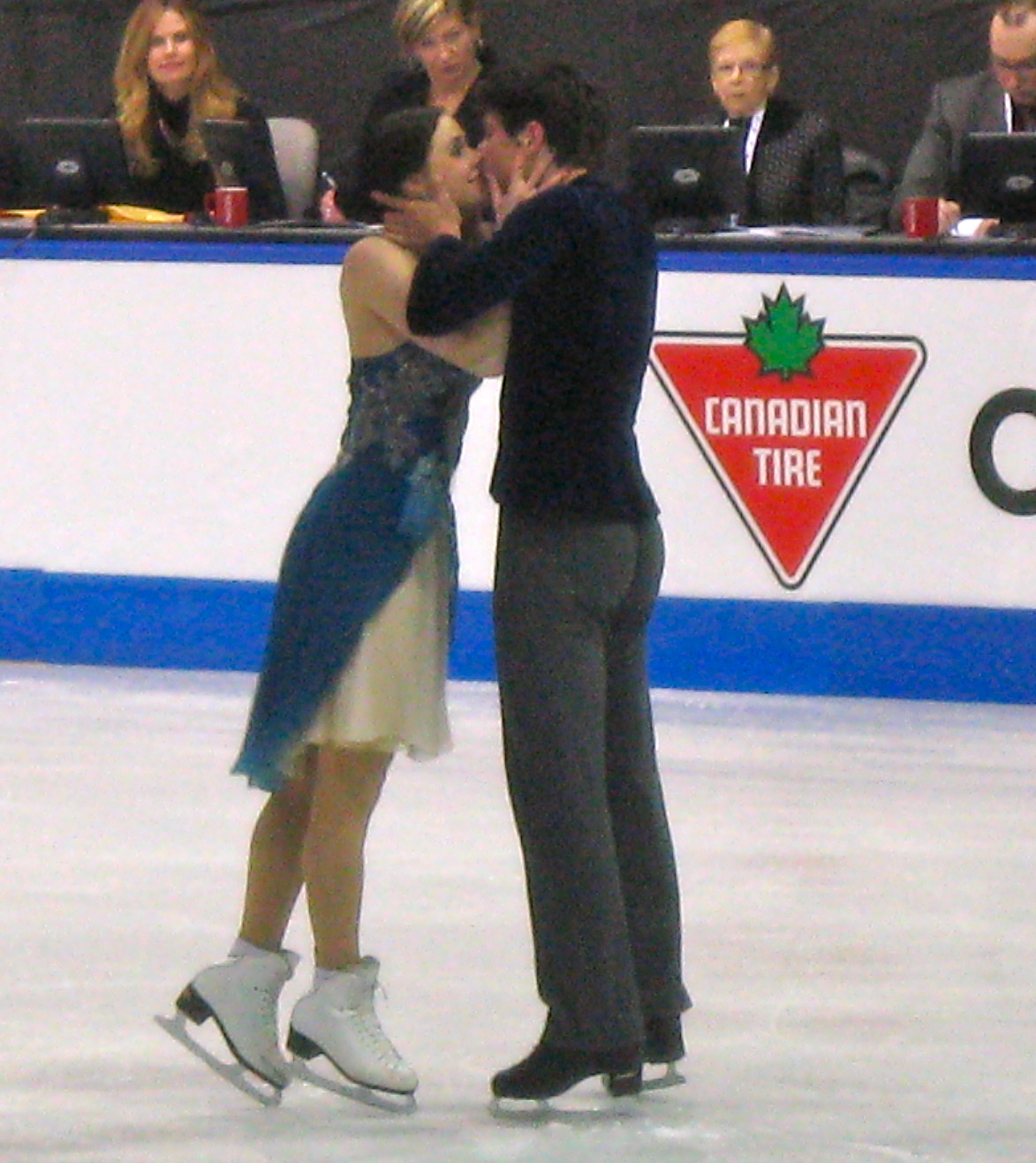
Virtue et Moir commencent leur danse courte modifiée aux Championnats du Canada 2013

Virtue et Moir déclarent forfait au Trophée de Finlande à cause d’une douleur au cou de Moir. Ils sont annoncés sur deux épreuves du Grand Prix, le Skate Canada et la Coupe de Russie. Au Skate Canada, Virtue et Moir remportent la danse courte avec un score de 65,09 points, seulement 0,01 point devant les Italiens Anna Cappellini et Luca Lanotte. Ils remportent la compétition avec un score global de 169,41, 9,35 points devant les Italiens.
En ffinale du Grand Prix, Virtue et Moir obtiennent la médaille d’argent derrière Davis et White. Ils décident de modifier leur danse courte "The Waltz Goes On", simplifiant la trame narrative. Ils commencent cette danse courte réaménagée aux Championnats du Canada, obtenant un score de 79,04 points. Ils remportent leur cinquième titre national avec un score global de 187,19 points après leur danse libre sur Carmen. Virtue et Moir se classent premiers du programme court aux Championnats des quatre continents. Lors de leur danse libre, Virtue doit faire une pause durant le programme à cause de crampes ; ils reprennent après trois minutes et terminent deuxièmes derrière Davis et White. Virtue et Moir prennent de nouveau la deuxième place aux Championnats du monde, dans leur ville de résidence à London, Ontario, derrière Davis et White.

#### Saison 2013–14: médaille d’argent olympique
Virtue et Moir commencent leur saison au Trophée de Finlande et remportent la médaille. Ils sont annoncés sur deux épreuves du Grand Prix pour la saison : le Skate Canada et le Trophée Eric-Bompard. Ils remportent ces deux compétitions. Ils terminent deuxièmes lors de la finale du Grand Prix avec leur meilleur score de la saison (190,00 points).
Lors des Championnats du Canada, Virtue et Moir déclarent sur TSN qu’ils pourraient se retirer après les Jeux olympiques 2014 à Sotchi. Aux Jeux de Sotchi, ils remportent l’argent en danse sur glace et lors de l’épreuve par équipe.
Ils décident alors de ne pas disputer les Championnats du monde, tout comme Patrick Chan.

#### Saison 2016–2017: retour à la compétition
Virtue et Moir sont invaincus lors de leur saison 2016–2017.
Le 20 février 2016, Virtue et Moir annoncent sur CBC's Road to the Olympic Games qu’ils prévoient leur retour à la compétition pour la saison 2016-17 et qu’ils déménagent à Montréal, avec Marie-France Dubreuil and Patrice Lauzon comme nouveaux entraîneurs.
Leur première compétition du Grand Prix est au Skate Canada où ils remportent l’or avec un score global de 189,06. En novembre 2016, ils établissent un nouveau record du monde avec un score global de 195,84 points (incluant un record du monde avec un score de 79,47 points lors du programme court) au Trophée NHK au Japon. Ils établissent ainsi les meilleurs scores lors d’une épreuve du Grand Prix. Deux semaines plus tard, ils améliorent ces scores, recevant 80,5 points sur la danse courte et 197,22 points au total lors de la finale du Grand Prix à Marseille, qu’ils remportent pour la première fois de leur carrière.
Aux Championnats du Canada en janvier, Virtue et Moir remportent leur septième titre national avec un score global de 203,45 points, établissant des marques record en danse courte, danse libre et au global. Aux Championnats des quatre continents en Corée du Sud en février, ils remportent leur troisième titre, établissant et améliorant leur record personnel lors de la danse libre avec un score de 117,20 points, cumulant au total 196,95 points. Virtue et Moir battent leur record du monde lors du programme court aux Championnats du monde à Helsinki, obtenant un score de 82,43 points, 5,54 points devant les tenants du titre et partenaires d’entraînement Gabriella Papadakis et Guillaume Cizeron. Ils se classent deuxièmes de la danse libre derrière Papadakis et Cizeron après un déséquilibre de Moir, mais obtiennent une note globale de 198,62 points, établissant un nouveau record du monde et remportant leur troisième titre de champions de monde.

#### Saison 2017–2018: deux médailles d'or olympiques
Pour la saison 2017-2018, Virtue et Moir patinent sur une combinaison des Rolling Stones, Hotel California et Santana pour leur danse courte latine, et sur la bande originale de Moulin Rouge pour leur programme libre. Ils commencent leur saison à l'Autumn Classic International en septembre. Ils sont prévus sur les épreuves du Grand Prix Skate Canada et Trophée NHK.
Ils remportent le Skate Canada et le Trophée NHK avec des scores totaux de 199,86 et 198,64 points. A la finale du Grand Prix 2017, ils ont une nouvelle confrontation avec les Français Papadakis et Cizeron. Après la danse courte, Papadakis et Cizeron mènent de 0,50 points. Virtue et Moir sont alors défaits pour la première fois en un an après que la danse libre soit remportée par les Français. Ils commencent leur nouvelle danse libre remaniée de Moulin Rouge aux Championnats du Canada 2018. Ils gagnent alors leur huitième titre national avec un score global de 209,82 points, après avoir obtenu un score parfait sur le programme libre et une danse courte presque parfaite.
Le 16 janvier, ils sont choisis comme porteurs du drapeau canadien pour les Jeux olympiques de Pyeongchang. Dans leur première épreuve des Jeux olympiques, ils remportent l'or par équipe aux côtés de leurs coéquipiers Patrick Chan, Meagan Duhamel, Eric Radford, Kaetlyn Osmond et Gabrielle Daleman. Dans l'épreuve individuelle, Virtue et Moir améliorent leur record du monde sur la danse courte. Ils battent Papadakis & Cizeron et Shibutani & Shibutani avec un score total de 206,07 points, améliorant leur précédent record personnel et remportant l'or pour le Canada. Ils battent aussi le record du monde pour le score total, amélioré par Papadakis et Cizeron quelques minutes auparavant. C'est la cinquième médaille olympique de Virtue et Moir, faisant d'eux les patineurs artistiques les plus décorés de l'histoire olympique.

### Autres activités
En octobre 2010, Moir, Virtue et Steve Milton publient un livre relatant leur carrière intitulé Tessa and Scott : Notre Voyage du Rêve d’Enfant à l’Or. Fin 2013, ils filment leur émission TV, Tessa and Scott, qui se concentre sur leur entraînement pour les Jeux olympiques. L’émission est diffusée sur W Network en janvier 2014.
Virtue et Moir ont fait la tournée des Stars on Ice au Canada et au Japon, et participé à des spectacles sur glace comme Festa on Ice, Shall We Dance On Ice, et All That Skate. Ils ont aussi participé au Art on Ice en Suisse.
En 2018, ils organisent du 5 octobre au 24 novembre une tournée au Canada, le Thank You Canada Tour, pour remercier leurs fans et leur pays de les avoir soutenus tout au long de leur carrière. Avec les autres médaillés de Pyeongchang Patrick Chan, Kaetlyn Osmond, Meagan Duhamel et Eric Radford, Kaitlyn Weaver et Andrew Poje, ainsi qu'Elvis Stojko, double champion olympique dont la carrière s'est déroulée de 1988 à 2002, ils commencent une tournée de 29 spectacles dans 27 villes, d'Abbotsford, en Colombie-Britannique jusqu'à Saint-Jonh's, en Terre-Neuve-et-Labrador. Ils tiennent à passer dans des villes de moyenne taille, non habituées à recevoir des spectacles de ce genre.
Cette tournée, qui ne présente pas que les programmes des JO, est plus variée avec notamment une performance au piano d'Eric Radford, de nombreuses danses à plusieurs. Virtue et Moir ont en effet tiré des enseignements de leurs tournées classiques : ils souhaitent que leurs spectacles soient plus complets, moins axés sur les programmes classiques de patinage, et fassent plus participer les spectateurs.
Cela préfigure Rock The Rink, qu'ils débutent en 2019. Il s'agit de tournées qui auraient dû être annuelles de shows encore plus variés, avec par exemple en 2019 la participation d'un groupe de musique, les Birds of Bellwoods, ou d'Emma Bittorf, patineuse paralympique. Comme le Thank You Canada Tour, Rock the Rink, qui traverse le Canada du 5 octobre au 23 novembre, rencontre un très grand succès. Mais l'expérience s'arrête là, parce que Virtue et Moir prennent leur retraite.

## Palmarès

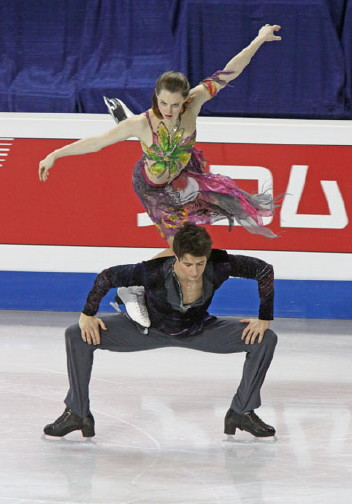
Virtue et Moir réalisent leur programme The Great Gig in the Sky aux Quatre Continents 2009.

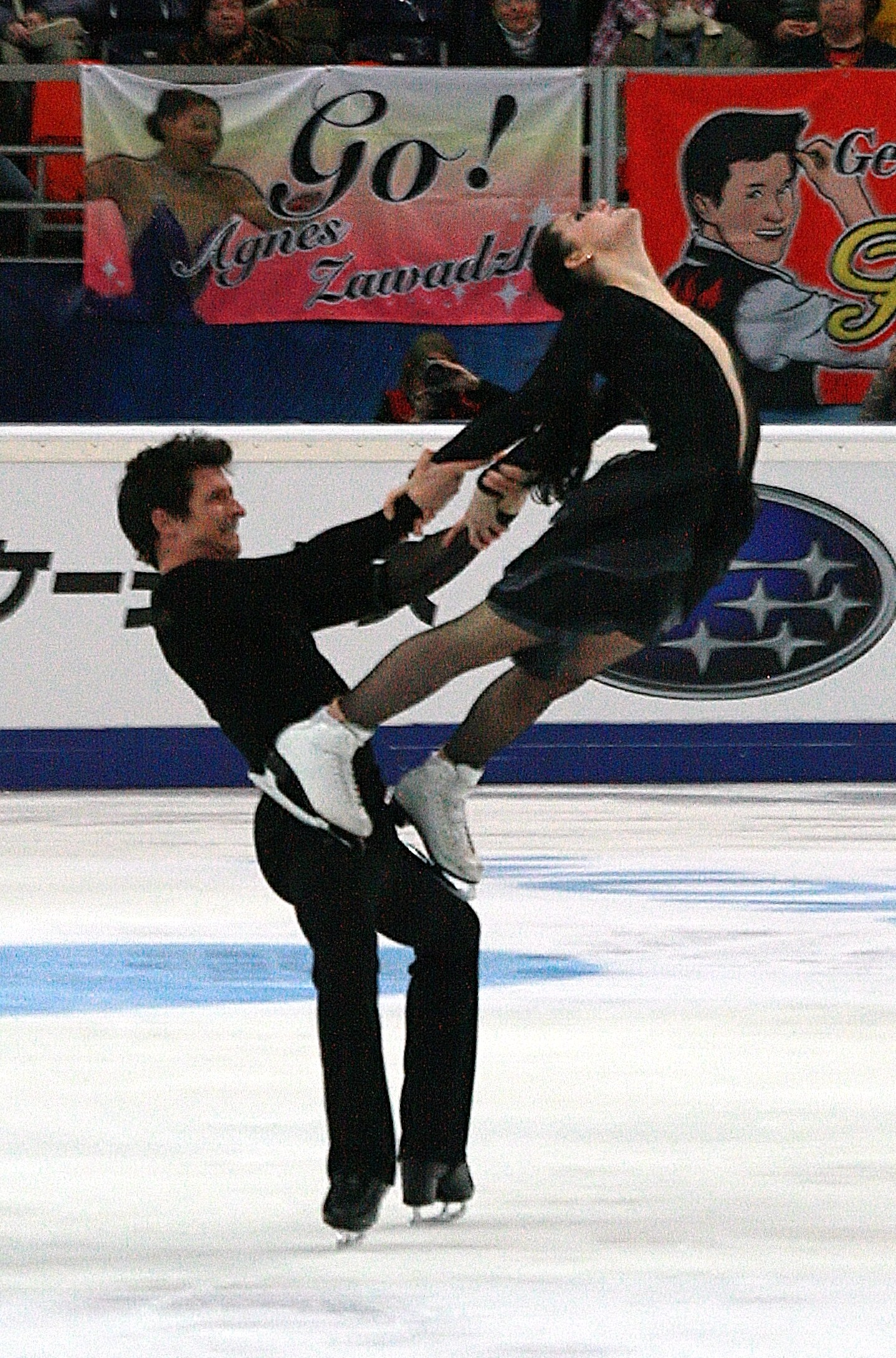
Virtue et Moir dansent leur programme libre sur Carmen à la Coupe de Russie 2012.

Avec son partenaire Scott Moir
| Compétition                         | 2004    | 2005    | 2006    | 2007    | 2008    | 2009    | 2010    | 2011    | 2012    | 2013    | 2014    | 2015    | 2016    | 2017    | 2018    |
| Jeux olympiques d'hiver             |         |         |         |         |         |         | 1re     |         |         |         | 2e      |         |         |         | 1re     |
| Championnats du monde               |         |         |         | 6e      | 2e      | 3e      | 1re     | 2e      | 1re     | 2e      | F       |         |         | 1re     | F       |
| Quatre continents                   |         |         | 3e      | 3e      | 1re     | 2e      | F       | A       | 1re     | 2e      | F       |         |         | 1re     |         |
| Championnats du Canada              |         | 4e      | 3e      | 2e      | 1re     | 1re     | 1re     | F       | 1re     | 1re     | 1re     | F       | F       | 1re     | 1re     |
| Championnats du monde juniors       | 11e     | 2e      | 1re     |         |         |         |         |         |         |         |         |         |         |         |         |
|                                     |         |         |         |         |         |         |         |         |         |         |         |         |         |         |         |
| Grand Prix ISU                      | 2003/04 | 2004/05 | 2005/06 | 2006/07 | 2007/08 | 2008/09 | 2009/10 | 2010/11 | 2011/12 | 2012/13 | 2013/14 | 2014/15 | 2015/16 | 2016/17 | 2017/18 |
| Finale du Grand Prix                |         |         |         |         | 4e      |         | 2e      |         | 2e      | 2e      | 2e      |         |         | 1re     | 2e      |
| Skate Canada                        |         |         |         | 2e      | 1re     |         | 1re     |         | 1re     | 1re     | 1re     |         |         | 1re     | 1re     |
| Trophée de France                   |         |         |         | 4e      |         |         | 1re     |         | 1re     |         | 1re     |         |         |         |         |
| Coupe de Russie                     |         |         |         |         |         |         |         |         |         | 1re     |         |         |         |         |         |
| Trophée NHK                         |         |         |         |         | 2e      |         |         |         |         |         |         |         |         | 1re     | 1re     |
| Légende : F = Forfait ; A = Abandon |         |         |         |         |         |         |         |         |         |         |         |         |         |         |         |

## Palmarès détaillé

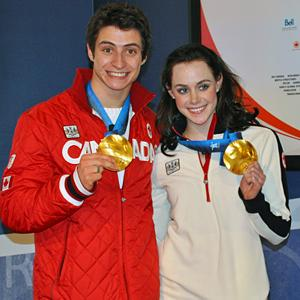
Virtue et Moir avec leur médaille d’or olympique

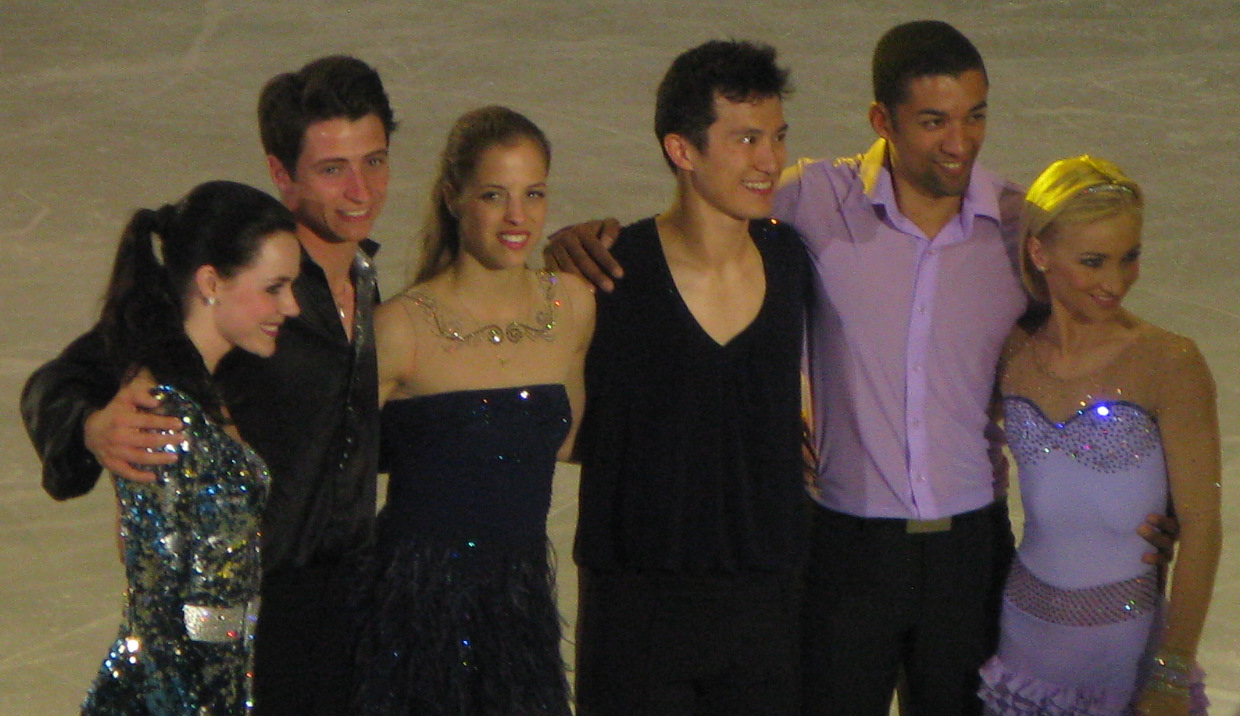
Virtue et Moir avec les autres vainqueurs aux Championnats du monde 2012.

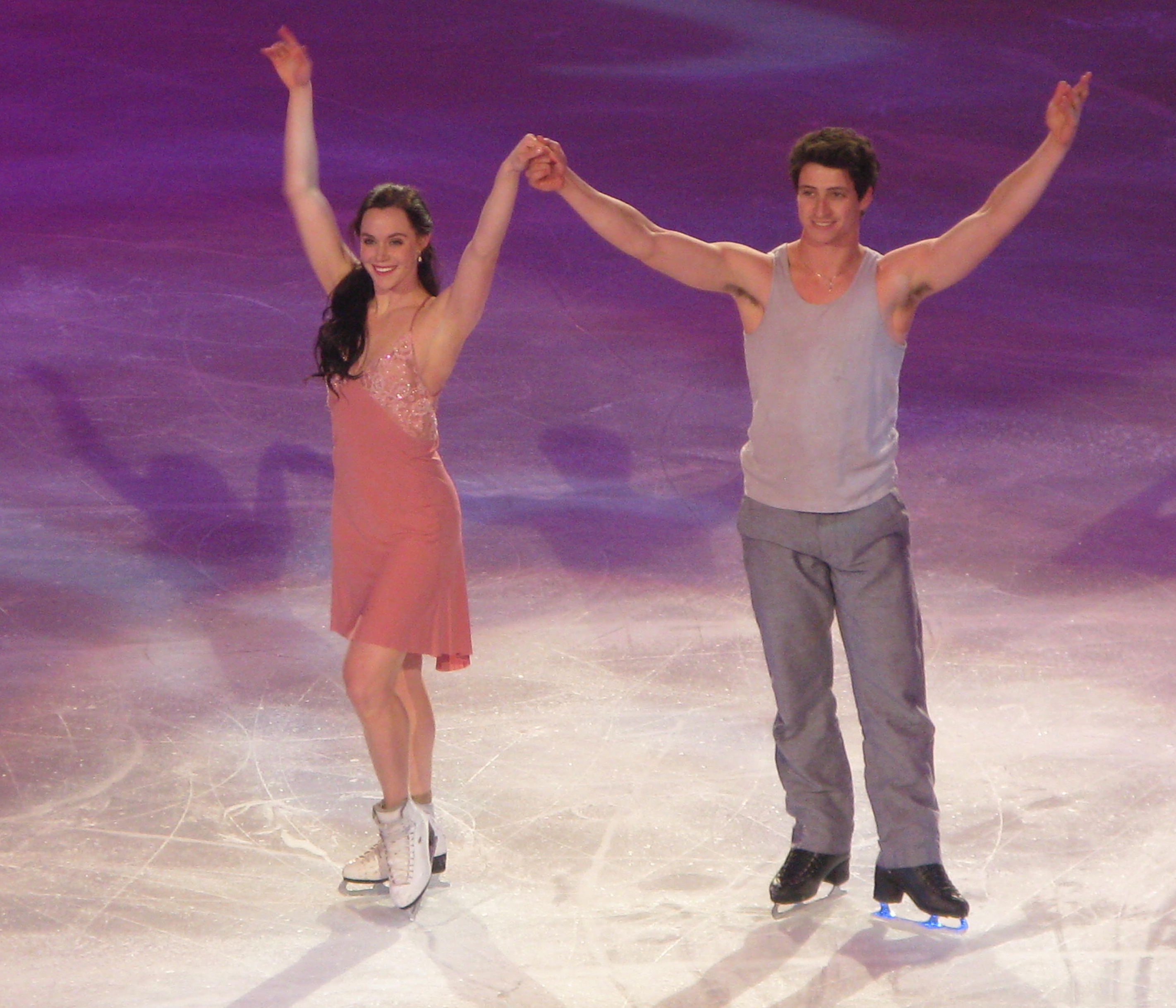
Virtue et Moir au Bompard 2013.

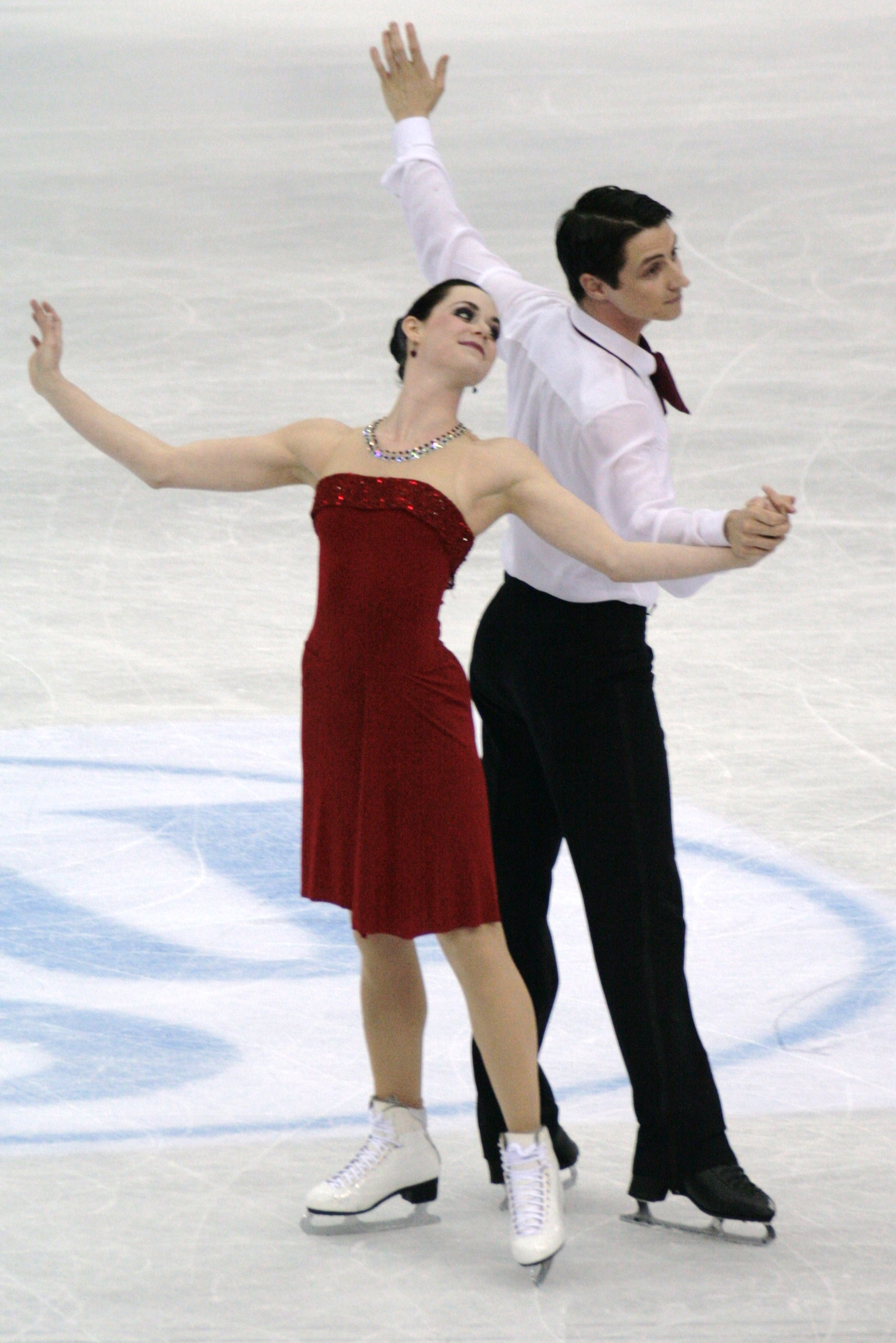
Virtue et Moir aux mondiaux 2012

(avec Tessa Virtue)

### Post-2006
| saison 2017–18                  | saison 2017–18                             | saison 2017–18 | saison 2017–18 | saison 2017–18 |
| Date                            | Compétition                                | DC             | DL             | Total          |
| ------------------------------- | ------------------------------------------ | -------------- | -------------- | -------------- |
| 6 – 24 février 2018             | Jeux olympiques 2018                       | 1 83.67        | 2 122.40       | 1 206.07       |
| 6 – 24 février 2018             | Jeux olympiques 2018 – Epreuve par équipes | 1 80.51        | 1 118.10       | 1E/1P 198.61   |
| 8 – 14 janvier 2018             | Championnats du Canada 2018                | 1 85.12        | 1 124.70       | 1 209.82       |
| 7 – 10 décembre 2017            | Finale du Grand Prix 2016-17               | 2 81.53        | 2 118.33       | 2 199.86       |
| 10 – 12 novembre 2017           | Trophée NHK 2017                           | 1 80.92        | 1 117.72       | 1 198.64       |
| 28 – 30 octobre 2017            | Skate Canada 2017                          | 1 82.68        | 1 117.18       | 1 199.86       |
| 20 - 23 septembre 2017          | Autumn Classic International 2017          | 1 79.96        | 1 115.80       | 1 195.76       |
| saison 2016–17                  |                                            |                |                |                |
| Date                            | Compétition                                | DC             | DL             | Total          |
| 29 mars – 2 avril 2017          | Championnats du monde 2017                 | 1 82.43        | 2 116.19       | 1 198.62       |
| 15 – 19 février 2017            | Championnats des quatre continents 2017    | 1 79.75        | 1 117.20       | 1 196.95       |
| 16 – 22 janvier 2017            | Championnats du Canada 2017                | 1 84.36        | 1 119.09       | 1 203.45       |
| 8 – 11 décembre 2016            | Finale du Grand Prix 2016-17               | 1 80.50        | 1 116.72       | 1 197.22       |
| 25 – 27 novembre 2016           | Trophée NHK 2016                           | 1 79.47        | 1 116.37       | 1 195.84       |
| 28 – 30 octobre 2016            | Skate Canada 2016                          | 1 77.23        | 2 111.83       | 1 189.06       |
| 29 septembre – 1er octobre 2016 | Autumn Classic International 2016          | 1 77.72        | 1 111.48       | 1 189.20       |
| saison 2013–14                  |                                            |                |                |                |
| Date                            | Compétition                                | DC             | DL             | Total          |
| 6 - 22 février 2014             | Jeux olympiques 2014                       | 2 76.33        | 2 114.66       | 2 190.99       |
| 6 – 22 février 2014             | Jeux olympiques 2014 – Epreuve par équipes | 2 72.98        | 2 107.56       | 2E/2P 180.54   |
| 9 – 15 janvier 2014             | Championnats du Canada 2014                | 1 76.16        | 1 117.87       | 1 194.03       |
| 5 – 8 décembre 2013             | Finale du Grand Prix 2013-14               | 2 77.59        | 2 112.41       | 2 190.00       |
| 15 – 17 novembre 2013           | Trophée Eric Bompard 2013                  | 1 75.31        | 1 105.65       | 1 180.96       |
| 25 – 27 octobre 2013            | Skate Canada 2013                          | 1 73.15        | 1 107.88       | 1 181.03       |
| 4 – 6 octobre 2013              | Trophée de Finlande 2013                   | 1 67.23        | 1 100.64       | 1 167.87       |
| saison 2012–13                  |                                            |                |                |                |
| Date                            | Compétition                                | DC             | DL             | Total          |
| 10 – 17 mars 2013               | Championnats du monde 2013                 | 2 73.87        | 2 111.17       | 2 185.04       |
| 6 – 11 février 2013             | Championnats des quatre continents 2013    | 1 75.12        | 2 109.20       | 2 184.32       |
| 13 – 20 janvier 2013            | Championnats du Canada 2013                | 1 79.04        | 1 108.19       | 1 187.23       |
| 6 – 9 décembre 2012             | Finale du Grand Prix 2012-13               | 2 71.27        | 2 108.56       | 2 179.83       |
| 8 – 11 novembre 2012            | Coupe de Russie 2012                       | 1 70.65        | 1 103.34       | 1 173.99       |
| 26 – 28 octobre 2012            | Skate Canada 2012                          | 1 65.09        | 1 104.32       | 1 169.41       |
| saison 2011–12                  |                                            |                |                |                |
| Date                            | Compétition                                | DC             | DL             | Total          |
| 18 - 22 avril 2012              | Championnats du monde par équipes 2012     | 2 69.93        | 2 107.83       | 3E/2P 177.76   |
| 26 mars – 1er avril 2012        | Championnats du monde 2012                 | 1 72.31        | 1 110.34       | 1 182.65       |
| 7 – 12 février 2012             | Championnats des quatre continents 2012    | 2 71.60        | 1 111.24       | 1 182.84       |
| 16 – 22 janvier 2012            | Championnats du Canada 2012                | 1 68.41        | 1 111.61       | 1 180.02       |
| 8 – 11 décembre 2011            | Finale du Grand Prix 2011-12               | 2 71.01        | 2 112.33       | 2 183.34       |
| 17 – 20 novembre 2011           | Trophée Eric Bompard 2011                  | 1 71.18        | 1 105.75       | 1 176.93       |
| 27 – 30 octobre 2011            | Skate Canada 2011                          | 1 71.61        | 1 106.73       | 1 178.34       |
| 6 – 9 octobre 2011              | Trophée de Finlande 2011                   | 1 68.74        | 1 101.59       | 1 170.33       |
| saison 2010–11                  |                                            |                |                |                |
| Date                            | Compétition                                | DC             | DL             | Total          |
| 24 avril – 1er mai 2011         | Championnats du monde 2011                 | 1 74.29        | 2 107.50       | 2 181.79       |
| 15 – 20 février 2011            | Championnats des quatre continents 2011    | 1 69.40        | A -            | – –            |

| saison 2009–10                | saison 2009–10                          | saison 2009–10 | saison 2009–10 | saison 2009–10 | saison 2009–10 |
| Date                          | Compétition                             | DI             | DO             | DL             | Total          |
| ----------------------------- | --------------------------------------- | -------------- | -------------- | -------------- | -------------- |
| 22 – 28 mars 2010             | Championnats du monde 2010              | 1 44.13        | 1 70.27        | 2 110.03       | 1 224.43       |
| 14 – 27 février 2010          | Jeux olympiques de 2010                 | 2 42.74        | 1 68.41        | 1 110.42       | 1 221.57       |
| 11 – 17 janvier 2010          | Championnats du Canada 2010             | 1 43.98        | 1 70.15        | 1 107.82       | 1 221.95       |
| 3 – 6 décembre 2009           | Finale du Grand Prix 2009-10            | -              | 2 64.01        | 1 104.21       | 2 168.22       |
| 19 – 22 novembre 2009         | Skate Canada 2009                       | 1 40.69        | 1 60.57        | 1 103.12       | 1 204.38       |
| 15 – 18 octobre 2009          | Trophée Eric Bompard 2009               | 1 38.41        | 1 61.91        | 1 97.39        | 1 197.71       |
| saison 2008–09                |                                         |                |                |                |                |
| Date                          | Compétition                             | DI             | DO             | DL             | Total          |
| 16 – 19 avril 2009            | Championnats du monde par équipes 2009  | -              | 2 60.98        | 2 95.73        | 2E/2P 156.71   |
| 24 – 28 mars 2009             | Championnats du monde 2009              | 3 39.37        | 6 61.05        | 4 99.98        | 3 200.40       |
| 2 – 8 février 2009            | Championnats des quatre continents 2009 | 1 36.40        | 1 60.90        | 2 94.51        | 2 191.81       |
| 14 – 18 janvier 2009          | Championnats du Canada 2009             | 1 39.33        | 1 63.76        | 1 94.68        | 1 197.77       |
| saison 2007–08                |                                         |                |                |                |                |
| Date                          | Compétition                             | DI             | DO             | DL             | Total          |
| 16 – 23 mars 2008             | Championnats du monde 2008              | 2 38.71        | 3 64.81        | 1 105.28       | 2 208.80       |
| 11 – 17 février 2008          | Championnats des quatre continents 2008 | 1 38.22        | 1 65.02        | 1 104.08       | 1 207.32       |
| 16 – 20 janvier 2008          | Championnats du Canada 2008             | 1 40.04        | 1 65.29        | 1 103.76       | 1 209.09       |
| 13 – 16 décembre 2007         | Finale du Grand Prix 2007-08            | -              | 4 61.14        | 4 98.26        | 4 163.40       |
| 28 novembre – 2 décembre 2007 | Trophée NHK 2007                        | 2 34.67        | 1 62.04        | 1 100.18       | 2 196.89       |
| 1 – 4 novembre 2007           | Skate Canada 2007                       | 1 36.25        | 1 61.20        | 1 99.62        | 1 197.07       |
| saison 2006–07                |                                         |                |                |                |                |
| Date                          | Compétition                             | DI             | DO             | DL             | Total          |
| 20 – 25 mars 2007             | Championnats du monde 2007              | 9 31.45        | 6 57.11        | 6 95.38        | 6 183.94       |
| 7 – 10 février 2007           | Championnats des quatre continents 2007 | 4 33.41        | 3 57.49        | 3 93.99        | 3 184.89       |
| 15–21 janvier 2007            | Championnats du Canada 2007             | 2 34.98        | 2 59.71        | 2 94.80        | 2 189.49       |
| 17 – 19 novembre 2006         | Trophée Eric Bompard 2006               | 5 31.29        | 8 45.08        | 4 83.75        | 4 160.12       |
| 2 – 5 novembre 2006           | Skate Canada 2006                       | 3 29.51        | 2 54.12        | 3 88.29        | 2 171.92       |

- DI = Danse imposée; DO = Danse originale; DL = Danse libre.
- DC = Danse courte.
- Records personnel en gras.